# Archivio Biblioteca Enrico Travaglini
L'Archivio-Biblioteca Enrico Travaglini è un istituto privato specializzato negli ambiti dell'anticlericalismo e dell'anarchismo. La collezione libraria posseduta a tema ateo, laico e anticlericale rappresenta, per copertura bibliografica, una unicità a livello nazionale e internazionale.

## Storia
L'istituto, intitolato all'anarchico fanese Enrico Travaglini, viene fondato dall'omonima associazione nel 2003 sulla base di alcuni fondi archivistici e da più di 10.000 opere stampate in Italia e all’estero sin dalla metà dell'Ottocento, e collezionate dal locale Circolo culturale Napoleone Papini, a partire dal 1983, anno in cui si svolge a Fano la prima edizione del Meeting anticlericale.

## Il patrimonio

### La biblioteca
Il patrimonio librario, formato da monografie e opuscoli, è suddiviso in due aree principali, la Biblioteca del Libero Pensiero e la Biblioteca di Studi Sociali ed è consultabile dal catalogo della Rete dei servizi bibliotecari della Provincia di Pesaro Urbino, a cui l'istituto aderisce dal 2006.
Particolare interesse rivestono alcune collane editoriali laiche e anticlericali attive tra ottocento e novecento, come i “Medaglioni dei Liberi Pensatori” e la “Biblioteca Minima” della Società editoriale milanese; “I martiri del Libero pensiero” della casa editrice Podrecca e Galantara;  la “Piccola Biblioteca di Scienze moderne” dei Fratelli Bocca. Significativa è anche la collezione di materiali laici e anticlericali pubblicati nel secondo dopoguerra come la collana “Stato e Chiesa” diretta da Ernesto Rossi.

### L'archivio
I fondi archivistici conservano volantini, manifesti, corrispondenza, materiali preparatori, contabilità, fotografie, audio e videocassette prodotte dai gruppi anarchici attivi nelle Marche fin dagli anni settanta.
In particolare, il fondo dell'Organizzazione Anarchica Marchigiana (1972-1979), dichiarato di notevole interesse culturale dalla Soprintendenza archivistica per le Marche nel 2013, contiene corrispondenza, documenti interni (circolari, relazioni, verbali di riunioni ecc), documentazione a stampa (opuscoli, periodici, volantini, manifesti ecc.) e fotografie.
La biblioteca fa parte inoltre del Coordinamento biblioteche specialistiche della Provincia di Pesaro; della Fédération internationale des centres d’études et de documentation libertaires e partecipa alla Rete delle Biblioteche e Archivi Anarchici e Libertari.